# Ric Sanders

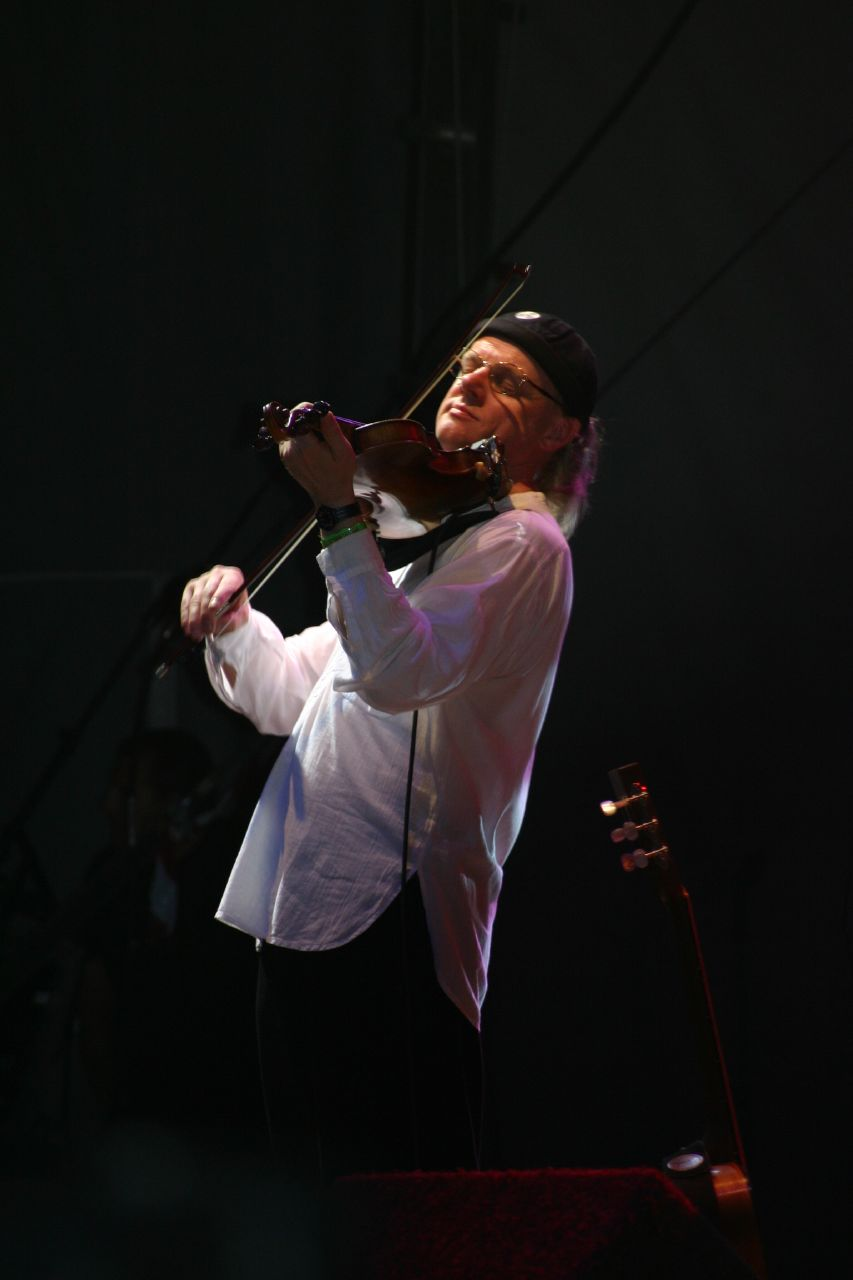
Ric Sanders 2004

Ric (Richard) Sanders (* 8. Dezember 1952 in Birmingham, Warwickshire) ist ein Folk- und Fusion-Geiger.

## Leben
Ric Sanders lernte das Geigespielen autodidaktisch. 1973 wurde er Mitglied von Stomu Yamash'ta and the Red Buddha Theater und 1978 spielte er auf Alive and Well von Soft Machine. 1980 gründete er dann Second Vision zusammen mit John Etheridge, Dave Bristow und Mickey Baker. Die Band veröffentlichte ihr einziges Album First Steps im selben Jahr. Nach der Trennung der Band spielten Sanders und Ethridge zunächst weiterhin zusammen. 1981 eröffnete Sanders sein eigenes Tonstudio, wo er vor allem Folkalben aufnahm, darunter welche von June Tabor und Martin Simpson. 1984 veröffentlichte Sanders sein Solo-Debüt Whenever.
Zusätzlich trat Sanders ab 1977 für einige Jahre auch der Albion Band bei. Er war an den Aufnahmen für das Album Rise Up Like the Sun (1978) ebenso beteiligt wie am folgenden Engagement der Albion Band am Royal National Theatre. Bei der Gelegenheit lernte er verschiedene Ex-Mitglieder von Fairport Convention kennen. Als Folge dessen erhielt er 1985 ein Angebot von Dave Pegg bei einer Reunion von Fairport Convention bei der Band einzusteigen. Sanders sagte zu. Neben seiner Fairport Convention-Arbeit nahm er 1991 ein zweites Solo-Album, Neither Time Nor Distance, auf und schloss sich 1995 mit Vikki Clayton und Fred Thelonious Baker zusammen. Das Trio veröffentlichte im gleichen Jahr das Live-Album Carried Away (Speaking Volumes).